# گورستان و آرامگاه امامزاده حسین بیدگل
قبرستان و بقعه امامزاده حسین بیدگل مربوط به دوره صفوی - دوره زند است و در آران و بیدگل، خیابان امامزاده هاشم واقع شده و این اثر در تاریخ ۶ اسفند ۱۳۸۵ با شمارهٔ ثبت ۱۷۴۸۲ به‌عنوان یکی از آثار ملی ایران به ثبت رسیده است.